# Horní Bludovice
Horní Bludovice (polsky Błędowice Górne, německy Ober Bludowitz) jsou obec, která se nachází v okrese Karviná v Moravskoslezském kraji. Žije zde přibližně 2 600 obyvatel.

## Historie
První písemná zmínka o obci pochází z roku 1338. V obci žil a tvořil Henryk Nitra (1891–1948), malíř a sochař.

## Obecní symboly
Obec má tyto následující symboly :
- Znak – V zeleném štítě se nachází svázaný zlatý obilný cop provázený dvěma přivrácenými stříbrnými srpy.
- Vlajka – Na zeleném podkladě uprostřed se nachází svázaný zlatý obilný cop, který obklopují dva přivracené stříbrné srpy. Poměr šířky k délce je 2:3.

## Poloha
Obec Horní Bludovice sousedí na severu Havířovem, na východě s Horním Těrlickem, na jihu s Žermanicemi, na jihozápadě s Bruzovicemi a na západě s Kaňovicemi. Od okresního města Karviná jsou vzdálené 18,9 km, od krajského města Ostravy 20,4 km a od nejbližšího města Havířova 4,7 km

## Části obce
- Horní Bludovice
- Prostřední Bludovice

V letech 1869–1880 k obci patřily i Žermanice.

## Obecní správa a politika
Správu nad obcí vykonává obecní zastupitelstvo v čele se starostou. Je voleno v komunálních volbách na čtyři roky a má 15 členů. 
V roce 2018 byli zvoleni tito členové rady : Petr Smejkal (KDU-ČSL), Josef Koutník (BEZPP), Ivan Jakeš (BEZPP), Petra Ficková (BEZPP), Milan Chroboček (BZPP), Pavla Venglářová, David Struminský (BEZPP), Radek Bernatík (BEZPP), David Kolář (BEZPP), Lucie Turková (BEZPP), Jan Hrabčák (ODS), Pavel Tvardek (ČSSD), Jana Pohludková (KSČM), Emanuel Klimša (KSČM), Lumír Kulig (KSČM). 
Volební účast byla 60,85 % ve dvou volebních okrscích. Ze zvolených zastupitelů bylo 8 bez stranické příslušnosti, 3 patřily ke KSČM, 2 ke KDU-ČSL, 1 k ODS a 1 k ČSSD. Starostkou se stala Petra Ficková.

Složení zastupitelstva

### Starostové a předsedové MNV
- Adolf Toman (1970–1986)
- Emanuel Klimša
- Bedřich Stach (1990–1998)
- Zdeněk Knyč
- Jana Pohludková
- Petra Ficková (2018–2022)
- Roman Nytra (2022–)

### Správní území
Obec leží v Moravskoslezském kraji s 300 obcemi ve Slezsku v okrese Karviná s 17 obcemi, má status obce s rozšířenou působností a obce s pověřeným obecním úřadem je součástí správního obvodu Havířov s 5 obcemi. Skládá se ze 2 katastrálních území a 2 částí obce.
Ke dni 1. lednu 2007 byly Horní Bludovice vyňaty z okresu Frýdek-Místek a připojeny k okresu Karviná. Z hlediska soudní soustavy však obec nadále zůstala v obvodu Okresního soudu ve Frýdku-Místku.

## Pamětihodnosti
- Socha svatého Jana Nepomuckého, na cestě k Žermanické přehradě
- Přírodní památka Stará řeka – mrtvé rameno řeky Lučiny

## Organizace a spolky
- Základní škola a Mateřská škola Horní Bludovice
- Sbor dobrovolných hasičů
- FC Horní Bludovice
- Myslivecké sdružení
- Český svaz včelařů
- Klub důchodců
- Spolek chovatelů
- Cyklistický oddíl
- Zimní koupelníci

## Kulturní akce
- Bludovické šlápoty
- Den obce

## Dostupnost
V obci se nenachází vlaková stanice, funguje zde pouze autobusová doprava. Přes týden jezdí linka MHD Havířov 411 poměrně pravidelně – ve špičku autobusem SOR CN 10,5. O víkendech a svátcích jezdí linka 411 jenom třikrát denně (pouze minibusy) a také meziměstské linky ČSAD Havířov – nejčastěji do Frýdku-Místku nebo Dolních Domaslavic.

## Vybavenost
Nachází se zde základní a mateřská škola s jídelnou a družinou, prodejna potravin, knihovna, praktický lékař, pošta, kadeřnictví, restaurace, hospoda. V obci je zaveden plyn, vodovod, elektrická energie a kanalizace. Je zajištěn pravidelný svoz odpadu.